# Esiliiga 2022
Die Esiliiga 2022 war die 32. Spielzeit der zweithöchsten estnischen Fußball-Spielklasse der Herren. Sie begann am 3. März und endete am 13. November 2022.

## Modus
Die Liga umfasste wie in der Vorsaison zehn Teams. Man kehrte zum alten Modus zurück, bei dem alle Mannschaften jeweils viermal an 36 Spieltagen gegeneinander um die Meisterschaft spielen.
Der Tabellenerste stieg direkt in die Meistriliiga auf, der Zweitplatzierte spielte in der Relegation gegen den Neunten der Meistriliiga um den Aufstieg. U-21 Teams sind nicht aufstiegsberechtigt. Der Letzte und Vorletzte stiegen in die drittklassige Esiliiga B ab, der Achte musste in die Relegation gegen den Abstieg.

## Vereine
| Verein                   | Stadt        | Stadion                | Kapazität |
| ------------------------ | ------------ | ---------------------- | --------- |
| FC Flora Tallinn U-21    | Tallinn      | A. Le Coq Arena        | 10.5000   |
| FC Levadia Tallinn U-21  | Tallinn      | Maarjamäe staadion     | 1.000     |
| JK Tulevik Viljandi      | Viljandi     | Viljandi linnastaadion | 2.000     |
| Viimsi JK                | Viimsi       | Viimsi staadion        | 2.000     |
| Harju JK Laagri          | Laagri       | Laagri kunstmuru       | 01.000    |
| FC Elva                  | Elva         | Elva linnastaadion     | 0400      |
| Ida-Virumaa FC Alliance  | Kohtla-Järve | Spordikeskuse Staadion | 2.200     |
| Pärnu JK                 | Pärnu        | Pärnu Rannastaadion    | 1.501     |
| FC Nõmme United          | Nõmme        | Männiku staadion       | 1.000     |
| Paide Linnameeskond U-21 | Paide        | Paide linnastaadion    | 0268      |

## Tabelle
| Pl. | Verein                      | Sp. | S  | U | N  | Tore    | Diff. | Punkte |
| --- | --------------------------- | --- | -- | - | -- | ------- | ----- | ------ |
| 1.  | Harju JK Laagri (N)         | 36  | 24 | 4 | 8  | 097:460 | +51   | 76     |
| 2.  | FC Levadia Tallinn U-21     | 36  | 21 | 5 | 10 | 085:450 | +40   | 68     |
| 3.  | FC Elva                     | 36  | 20 | 6 | 10 | 076:520 | +24   | 66     |
| 4.  | Viimsi JK (N)               | 36  | 20 | 3 | 13 | 076:400 | +36   | 63     |
| 5.  | FC Flora Tallinn U-21       | 36  | 19 | 5 | 12 | 089:520 | +37   | 62     |
| 6.  | FC Nõmme United             | 36  | 18 | 6 | 12 | 079:560 | +23   | 60     |
| 7.  | Paide Linnameeskond U-21    | 36  | 17 | 1 | 18 | 075:880 | −13   | 52     |
| 8.  | Ida-Virumaa FC Alliance (N) | 36  | 8  | 3 | 25 | 029:105 | −76   | 27     |
| 9.  | JK Tulevik Viljandi (A)     | 36  | 6  | 5 | 25 | 028:102 | −74   | 23     |
| 10. | Pärnu JK                    | 36  | 4  | 8 | 24 | 030:770 | −47   | 20     |

Platzierungskriterien: 1. Punkte – 2. weniger zugesprochene Siege – 3. Direkter Vergleich (Punkte, Tordifferenz, geschossene Tore) – 4. Siege – 5. Tordifferenz – 6. geschossene Tore – 7. Fair-Play
| (A) | Absteiger aus der Meistriliiga 2021 |
| (N) | Neuaufsteiger aus der Esiliiga B    |

## Relegation
Aufstieg
Der Neuntplatzierte der Meistriliiga traf auf den Zweitplatzierten der Esiliiga. Die Spiele fanden am 23. und 27. November 2022 statt.
|         | Gesamt |                    | Hinspiel | Rückspiel |
| ------- | ------ | ------------------ | -------- | --------- |
| FC Elva | 1:3    | Tallinna JK Legion | 0:3      | 1:0       |

Abstieg
Der Achtplatzierte der Esiliiga traf auf den Drittplatzierten der Esiliiga B. Die Spiele fanden am 16. und 20. November 2022 statt.
|                         | Gesamt |                        | Hinspiel | Rückspiel |
| ----------------------- | ------ | ---------------------- | -------- | --------- |
| Ida-Virumaa FC Alliance | 4:3    | JK Tallinna Kalev U-21 | 3:3      | 1:0       |